# 万泽勒 (多姆山省)
万泽勒（法語：Vinzelles，法語發音：[vɛ̃zɛl]）是法国多姆山省的一个市镇，属于蒂耶尔区。

## 地理
万泽勒（45°55'33"N, 3°23'51"E）面积13.46 平方千米，位于法国奥弗涅-罗讷-阿尔卑斯大区多姆山省，该省份为法国中南部省份，北起阿列省接壤，东临卢瓦尔省，南至上盧瓦爾省和康塔爾省，西接科雷兹省和克勒兹省。
与万泽勒接壤的市镇（或旧市镇、城区）包括：沙尔纳、克勒旺拉韦讷、吕济亚、诺阿亚、帕利耶尔。

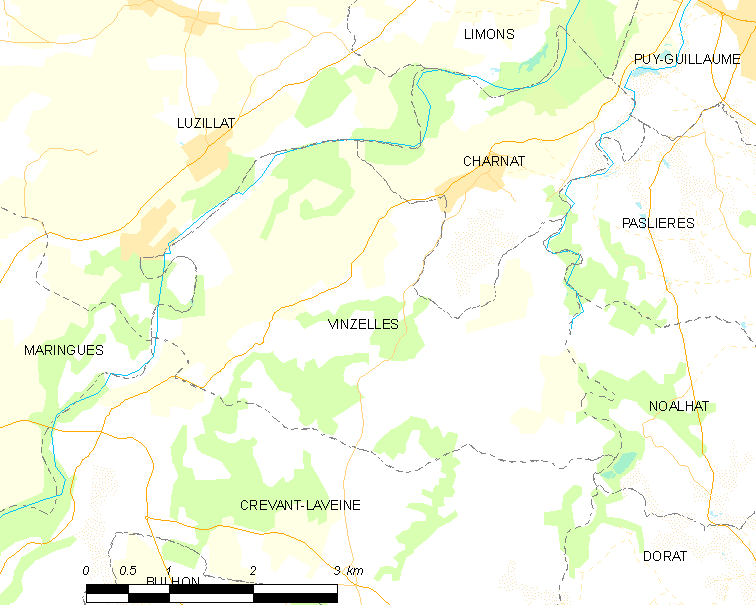
的OSM定位图

万泽勒的时区为UTC+01:00、UTC+02:00（夏令时）。

## 行政
万泽勒的邮政编码为63350，INSEE市镇编码为63461。

## 政治
万泽勒所属的省级选区为勒祖县。

## 人口

1962-2008年间人口变化图示

万泽勒于2022年1月1日时的人口数量为371人。